# Un'eredità per Natale
Un'eredità per Natale (Christmas Inheritance) è un film del 2017 diretto da Ernie Barbarash.
La pellicola è stata distribuita sulla piattaforma digitale Netflix il 15 dicembre 2017 in tutti i territori in cui il servizio è disponibile.

## Trama
Un'eredità per Natale, il film diretto da Ernie Barbarash, vede protagonista Ellen (Eliza Taylor), una giovane e ricca ragazza di New York che sembra essere molto più interessata a party, frivolezze e divertimento piuttosto che alla gestione della società multimiliardaria del padre che sta per ereditare.
Dopo l'ennesimo guaio combinato durante una festa importante, suo padre, preoccupato per la superficialità che la figlia non perde mai occasione di dimostrare, deciderà di metterla alla prova spedendola a Snow Falls, per consegnare di persona una lettera di auguri natalizi al suo ex socio Zeke (Anthony Sherwood). Determinata a dare prova della sua affidabilità, la giovane partirà alla volta della piccola cittadina per recapitare a ogni costo la preziosa missiva.
Sola e privata ormai delle sue amate carte di credito, la ragazza dovrà far fronte a una serie di vicissitudini che la metteranno in seria difficoltà. Quando poi una pericolosa tormenta di neve si abbatterà sul centro abitato, la bella ereditiera si rifugerà nella locanda di Jake (Jake Lacy), un giovane ragazzo che le farà riscoprire il vero senso del Natale.
Durante la sua permanenza nella locanda, inoltre, la bella Ellen avrà modo di imparare alcune importantissime lezioni di vita circa l'importanza dell'altruismo, dell'operosità e della generosità verso il prossimo.

## Produzione
Le riprese del film si sono svolte dal 24 marzo all'8 aprile 2017 a North Bay, in Canada.